# ダンカン・マッケイ
ダンカン・マッケイ（Duncan Mackay、1950年7月26日 - ）は、イギリスの作曲家、編曲家、キーボード奏者であり、数々のソロ・アルバムを録音している。イギリスのヨークシャー州リーズで生まれた。
少年時代に家族で南アフリカに移り住み、すでにバイオリン弾きのコンクールで優勝していた。南アフリカでさらに音楽の勉強をし、セルジオ・メンデスのバンドとツアーに出た。
彼は1975年から1977年までスティーヴ・ハーレイ&コックニー・レベル、1978年から1981年まで10ccで演奏しており、また、ケイト・ブッシュの最初の3枚のアルバム、『天使と小悪魔』『ライオンハート』 (どちらも1978年)、『魔物語』 (1980年)、キャメルの1981年のアルバム『ヌードの物語 - Mr.Oの帰還 - 』、およびバッジーの1982年のアルバム『Deliver Us from Evil』にも参加して演奏している。
2004年、南アフリカの歌手で作曲家のGreg McEwan-Kocovaosと『The First Time』というアルバムを完成させた。このインディーズ・アルバムは、イギリスのベテランDJであるマーティン・ターナーによるラジオ・キャロラインでの初エアプレイを受け、公式10ccファンサイトでレビューされた。
マッケイの娘のフォウン・ジェイムスは、ポール・レイモンドの孫娘にあたる。

## ディスコグラフィ

### ソロ・アルバム
- 『キメラ』 - Chimera (1974年)
- 『スコアー』 - Score (1977年)
- Visa (1980年)
- The Heart Of The Machine (1988年、ライブラリーミュージック)
- Data First (1988年、ライブラリーミュージック)
- Forward Vision (1988年、ライブラリーミュージック)
- The New Explorers (1988年、ライブラリーミュージック)
- Russell Grant's Zodiac (1990年)
- Disciples Of The Beat (1991年) ※Neil Lockwood、Mick Evansとのユニット、2-EXCEL名義 ※シングルのみ
- Songs To Fall In Love To (1998年) ※Neil Lockwoodとのユニット、Lockwood Mackay名義
- The First Time (2004年) ※Greg McEwan Kocovaosとのユニット、Réunion名義
- 『ザ・ブレッチリー・パーク・プロジェクト』 - The Bletchley Park Project (2017年) ※Duncan Mackay, Georg Voros名義
- 『ア・ピクチャー・オヴ・サウンド』 - A Picture Of Sound (2017年)
- 『キンツギ』 - Kintsugi (2019年)

### 参加アルバム
スティーヴ・ハーレイ&コックニー・レベル
- 『ザ・ベスト・イヤーズ・オブ・アワ・ライヴズ』 - The Best Years of Our Lives (1975年)
- 『時間を越えた男』 - Timeless Flight (1976年)
- 『プリマドンナはお好き?』 - Love's a Prima Donna (1976年)

10cc
- 『ブラディ・ツーリスト』 - Bloody Tourists (1978年)
- 『ルック・ヒア』 - Look Hear? (1980年)

ケイト・ブッシュ
- 『天使と小悪魔』 - The Kick Inside (1978年)
- 『ライオンハート』 - Lionheart (1978年)
- 『魔物語』 - Never for Ever (1980年)

キャメル
- 『ヌードの物語 - Mr.Oの帰還 - 』 - Nude (1981年)

バッジー
- Deliver Us From Evil (1982年)

Georg Voros
- Bach To Me (2014年)